# Carl Johann Heinrich Scheibler
Carl Johann Heinrich Scheibler (* 19. Juni 1852 in Krefeld; † 12. Januar 1920 in Köln) war ein deutscher Düngemittelfabrikant.

## Leben und Wirken
Der Sohn des Rohseidengroßhändlers Carl Ludwig Aurel Scheibler (1823–1905) und der Anna Wilhelmine Kaibel (1827–1858), Tochter des Krefelder Handelskammerpräsidenten Johann Kaibel, sowie Enkel des aus Monschau nach Krefeld zugezogenen Samt- und Seidenfabrikanten Johann Heinrich Scheibler begann nach seiner Schulzeit in Krefeld und Lyon ebenfalls eine Ausbildung in der Textil- und Bekleidungsindustrie. Anschließend erhielt er eine erste Anstellung in der Seidenfabrik seines Verwandten Christoph Andreae in Mülheim am Rhein. Nach Auftreten wirtschaftlicher Schwierigkeiten in der Firma wechselte Scheibler im Jahre 1878 als Prokurist und Leiter der Düngemittelabteilung zur „Chemischen Fabrik Vorster & Grüneberg Cöln“ in Kalk. 
Auf Grund von privaten und beruflichen Kontakten zu seinem Berliner Verwandten, dem Chemiker Carl Bernhard Wilhelm Scheibler, konnte er sein Wissen auf dem Gebiet der Düngerproduktion vertiefen. Dieser regte unter anderem an, die auf den Halden der Stahlwerke lagernde phosphorsäurehaltige „Thomasschlacke“ auf ihre Tauglichkeit als Düngemittel untersuchen zu lassen. Die daraufhin von Scheibler veranlassten Untersuchungen an der „Landwirtschaftlichen Versuchsanstalt in Darmstadt“ bewiesen die Tauglichkeit feingemahlener Thomasschlacke („Thomasmehl“) als Pflanzendünger. Da Thomasphosphat als Abfall- bzw. Nebenprodukt des Thomas-Verfahrens anfiel und für damalige Verhältnisse äußerst kostengünstig war, ermöglichte dieses Produkt auch ärmeren Bauern, ihre Felder zu düngen. Nach dem positiven Bescheid begann Scheibler nun, in großem Maße Schlacke anzukaufen, und errichtete eine eigene Schlackenmühle zur Produktion von Thomasphosphat, die 1885 als Tochterunternehmen „C. Scheibler & Co“ von der Firma „Vorster & Grüneberg“ zunächst ausgegliedert wurde. Drei Jahre später, 1888, gründete er noch die Vertriebsgesellschaft „Rheinisch-Westfälische Thomasphosphat-Fabriken AG“. Bis zum Ersten Weltkrieg unterhielt das Unternehmen Anteile an Düngemittelfabriken in Deutschland, den Benelux-Ländern, Frankreich und Russland und erweiterte seine Produktpalette um Superphosphat und synthetische Stickstoffe.
Im Jahre 1902 fusionierte Scheibler sein erfolgreiches Unternehmen wieder mit der im Jahre 1892 in eine GmbH umgewandelten und in „Chemische Fabrik Kalk“ umfirmierten Firma „Vorster & Grüneberg“ und wurde fortan als erbberechtigter Gesellschafter übernommen. Sein Sohn Hans Carl Scheibler (1887–1963) trat nach entsprechender Ausbildung 1906 ebenfalls in die Chemische Fabrik Kalk ein und übernahm nach dem Tod seines Vaters 1920 ebenfalls die Leitung der Düngemittelsparte. Im Jahre 1930 wurde dieser Hans Carl Scheibler auch Namensgeber für den nach aufwändigen Forschungen entwickelten und in das Programm aufgenommenen Mineraldünger mit dem Markennamen „Scheiblers Kampdünger“, wobei „Kamp“ für „Kalk-Ammon-Phosphor“ stand.
Carl Johann Heinrich Scheibler war seit 1888 Vorstandsmitglied im „Verein Deutscher Düngerfabrikanten“, zu dessen Präsidenten er von 1906 bis 1909 gewählt wurde. Im Jahr 1903 wurde er darüber hinaus zum niederländischen Honorarkonsul berufen und ein Jahr später zum Kommerzienrat ernannt. Zudem wirkte er als Mitstifter von zwei evangelischen Krankenhäusern, dem von Vorster & Grüneberg und anderen erbauten Kalker Krankenhauses und dem evangelischen Krankenhaus Köln-Weyertal.
Neben seinen beruflichen Verpflichtungen war es Scheiblers maßgeblicher Verdienst, sowohl die Geschichte und Genealogie der Unternehmerfamilie Scheibler, die in einem Zeitraum von mehr als zweihundert Jahren vor allem in der Tuchfabrikation internationales Ansehen erworben hatte, als auch der wichtigsten verschwägerten Familien zu recherchieren und niederzuschreiben. Aus diesem Grunde erwarb er auch im Jahr 1909 den linken Teil des Roten Hauses, den von seinem Vorfahren Johann Heinrich Scheibler erbauten Stammsitz der Familie in Monschau, von seinen dortigen Vettern Bernhard Heinrich Scheibler (1846–1918) und Alexander Scheibler (1850–1929), die den rechten Teil des Hauses behielten. Hier richtete er das Familienarchiv ein, welches später von seinem Sohn Hans Carl weitergeführt wurde. Dieser veranlasste schließlich per testamentarischer Verfügung, dass nach seinem Tod 1963 sowohl das Rote Haus als Ganzes als auch das Familienarchiv in die Stiftung „Scheibler-Museum Rotes Haus Monschau“ umgewidmet und dem Landschaftsverband Rheinland in Pulheim-Brauweiler als Depositum übertragen werden sollte.
Für seine vielfältigen Verdienste erhielt Carl Johann Heinrich Scheibler unter anderem den Roten Adlerorden der 4. Klasse und das Ritterkreuz des niederländischen Ordens von Oranien-Nassau.

## Familie
Carl Johann Heinrich Scheibler war verheiratet mit Bertha Maria Emilia (Lilla) von Mallinckrodt (1856–1915), Tochter des Kommerzienrates Gustav von Mallinckrodt (1829–1904) und Schwester des Industriellen Gustav von Mallinckrodt. Mit ihr hatte er je zwei Söhne und Töchter, unter anderem den bereits erwähnten Hans Carl Scheibler, verheiratet mit Lotte Müller (1894–1969), Tochter des in Düsseldorf und Rotterdam tätigen Reeders Gustav Henry Müller (1865–1913), einem Bruder der Kunstsammlerin Helene Kröller-Müller.
Carl Johann Heinrich Scheibler starb 1920 im Alter von 67 Jahren. Die Familiengrabstätte, gestaltet nach einer Entwurfsskizze von Hermann Otto Pflaume befindet sich auf dem Kölner Melaten-Friedhof.
Der älteste Sohn von Hans Carl, Christoph Scheibler (1920–2010), war im Zweiten Weltkrieg Ordonnanzoffizier von Claus Schenk Graf von Stauffenberg war und ging nach dem Krieg ebenfalls in die Industrie, wurde aber auch bekannt als Künstler für Abstrakte Malerei. Ein Sohn aus seiner zweiten Ehe, Aurel Scheibler (* 1960), wurde Galerist und eröffnete ab 1991 die „Galerie Aurel Scheibler“ für Zeitgenössische Kunst in Köln, die er 2006 nach Berlin verlegte und mit der er regelmäßiger Gast auf internationalen Kunstmessen ist. Nach dem frühen Tod (1977) seiner zweiten Gemahlin, Irmelin Inga Comtesse von der Goltz, heiratete Christoph Scheibler 1980 Elisabeth Nay, geb. Kerschbaumer (1927–2020), die Witwe des Malers und Graphikers Ernst Wilhelm Nay.

## Werke (Auswahl)
- Carl Johann Heinrich Scheibler: Geschichte und Geschlechtsregister der Familie Scheibler, DuMont-Schauberg, Köln 1895. Digitalisierte Ausgabe der Universitäts- und Landesbibliothek Düsseldorf
- Hans Carl Scheibler und Karl Wülfrath: Westdeutsche Ahnentafeln. Weimar 1939.